# 李军 (作家)
李軍（1930年—2016年9月18日），遼寧瓦房店人。筆名赤葉，知名作家，歷任雞西煤礦區文工團創作員，《黑龍江文藝》、《北方》、《北方文學》雜誌編輯，黑龍江省作家協會第三屆理事。1950年開始發表作品，1982年加入中國作家協會。
散文《遙遠的小鎮》獲中國首屆煤炭文學優秀作品一等獎，《我頭上有一顆屬於自己的太陽》獲全國第二屆煤炭文學作品烏金獎。

## 著作
- 《初歌集》
- 《致故鄉》
- 《掘進集》
- 《雪國草》
- 《麗雪賦》
- 《綠谷二十年紀》
- 《北方，遼遠遼遠的海》
- 《赤葉散文詩》
- 《中國農機之光》
- 《重塑從今天開始》
- 《雄雞鳴唱》
- 《龍江商傑》
- 《跋涉集》